# Geschichte der Eisenbahn in Bolivien
Die Geschichte der Eisenbahn in Bolivien begann in den 1870er Jahren, nach fast drei Jahrzehnte andauernden erfolglosen Bemühungen um den Bau von Eisenbahnen in Bolivien.

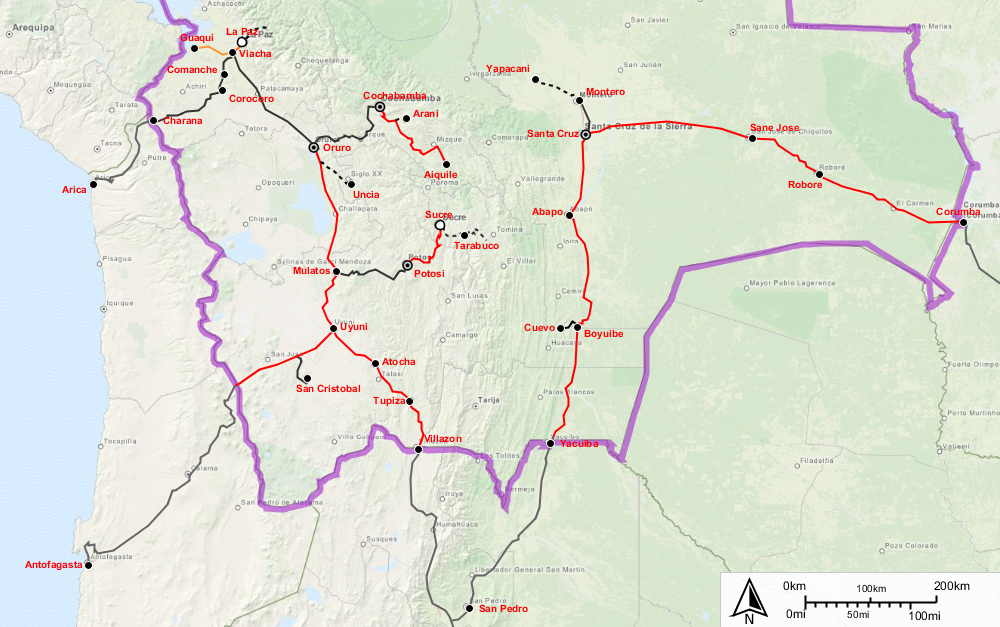
Eisenbahnnetz 2014

## Ausgangslage

### Geografie

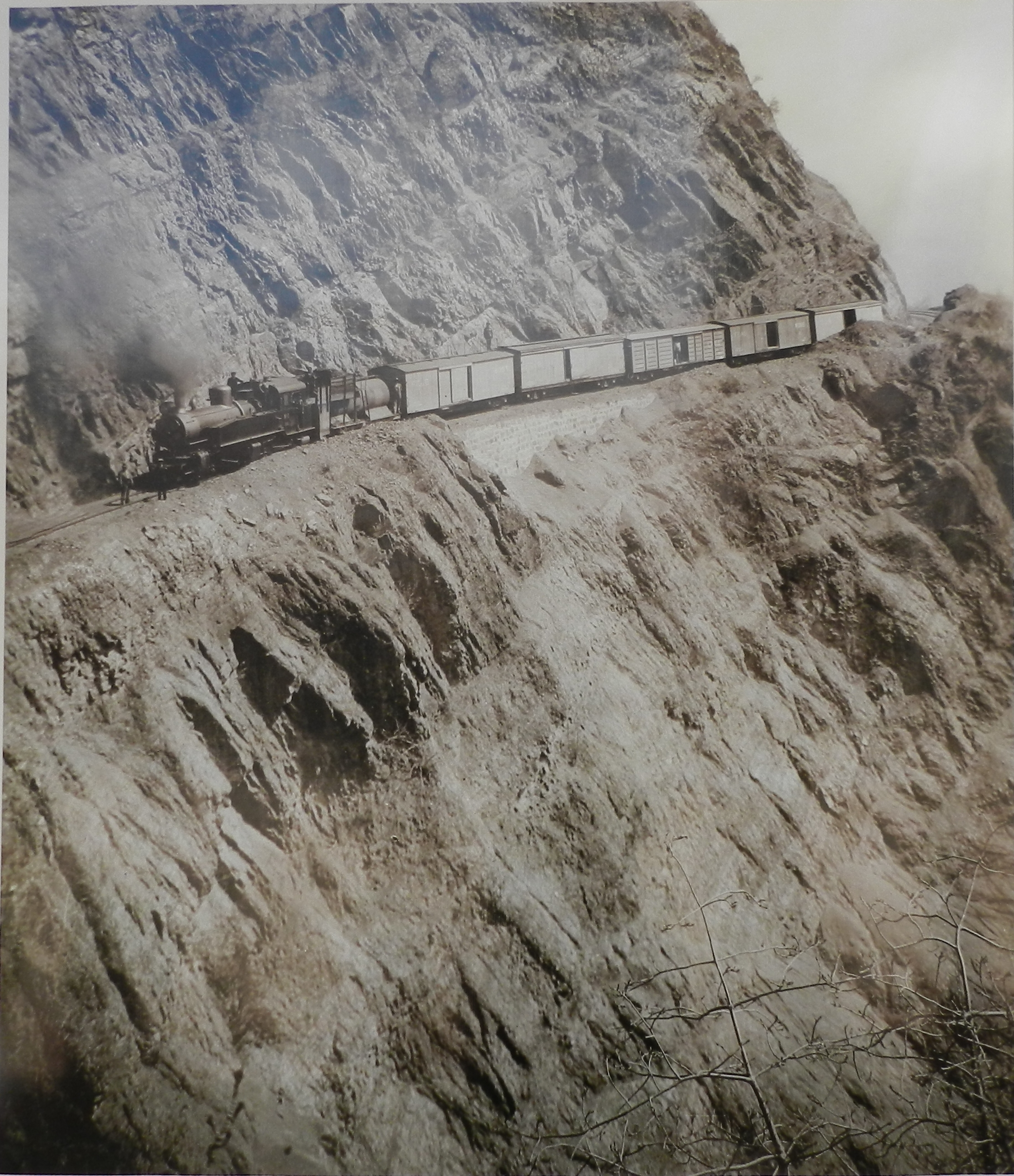
Schwieriges Gelände: Bahnstrecke Sucre–Potosí

Bolivien ist seit den 1880er Jahren ein Binnenland. Die Eisenbahn war deshalb zentraler Teil der Bemühungen, zunächst die Häfen an der Küste des Pazifik und später die des Atlantik zu erreichen.
Das Land wird von zwei großen und weit auseinander liegenden Ketten der Anden durchzogen, deren Höhe bis über 6500 m reicht (Sajama 6542 m, Illimani 6439 m). Dazwischen liegt das zentrale Hochland, das 3000 bis 4000 m hohe Altiplano. Hier leben rund 60 % aller Bolivianer, hier liegen der Salar de Uyuni, mit einer Fläche von 12.000 km² der weltweit größte Salzsee, und im Norden der Titicacasee, der höchstgelegene See der Erde mit kommerzieller Schifffahrt. Durch ihn verläuft die Grenze zum Nachbarland Peru. Der Bau von Eisenbahnen ist in dem Land aufgrund der gebirgigen Topographie kostspielig. Östlich der Hochebene schließt sich das ostbolivianische Bergland an. Der flächenmäßig größte Teil Boliviens sind die Llanos, die sich vom ostbolivianischen Bergland bis an die östliche und südöstliche Grenze zu Brasilien und Paraguay erstrecken. Abgesehen von der Großstadt Santa Cruz de la Sierra ist dieses tropisch-heiße Tiefland nur dünn besiedelt.
Aus diesen Gegebenheiten entwickelte sich ein westliches und ein östliches Eisenbahnnetz, die innerhalb Boliviens keine Schienenverbindung miteinander haben.

### Wirtschaft
Bergbau war die treibende Kraft für den Bau von Eisenbahnen. Nur mit einer Eisenbahn war der im Hochland abgebaute Salpeter wirtschaftlich an die Küste zu transportieren. Letztendlich war es jedoch der Silberbergbau, der den Bau einer Eisenbahn von der Pazifikküste zum Hochplateau hinter der ersten amerikanischen Kordillere vorantrieb. Zu Beginn des 20. Jahrhunderts kam Zinnbergbau hinzu. Aus diesem Bedarf entstand das Westnetz. Das östliche Netz hingegen entstand zwischen 1940 und 1960 und wurde durch Abkommen mit Argentinien und Brasilien im Tausch gegen bolivianisches Erdöl finanziert.

## Westliches Netz

### Erste Projekte
1856 wurde der Bau einer Bahnstrecke diskutiert, die vom Hafen Cobija nach Calama – beide Städte gehörten damals noch zu Bolivien – führen sollte. Ein weiteres Projekt enthielt ein Abkommen zwischen Peru und Bolivien, über eine Eisenbahn zwischen Tacna und La Paz. 1867 folgte das Projekt einer Bahn von Cobija nach Aduana, ein Jahr später wurde der Bau einer Strecke von Cobija nach Potosí genehmigt, 1869 der Bau einer Bahn von La Paz nach Aigachi. Keines dieser Projekte wurde umgesetzt.

### Erste Bahnen

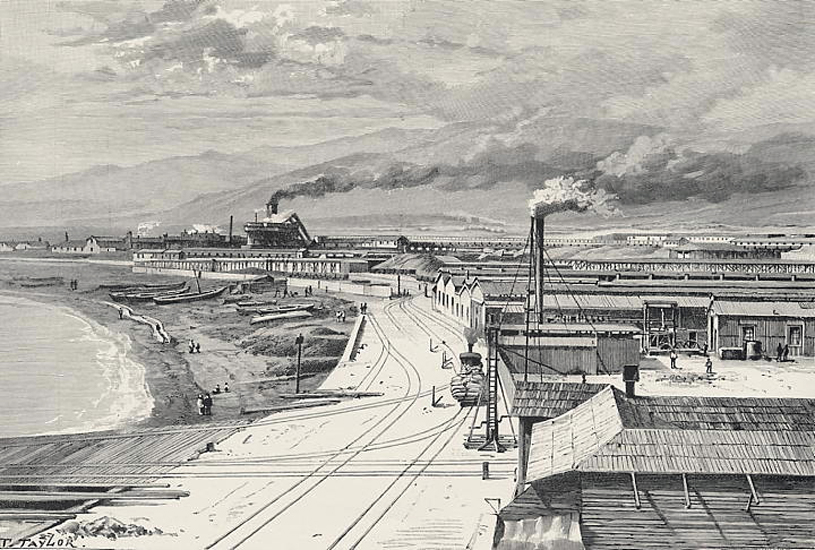
Hafen von Antofagasta 1876 mit den Ladeeinrichtungen für Salpeter

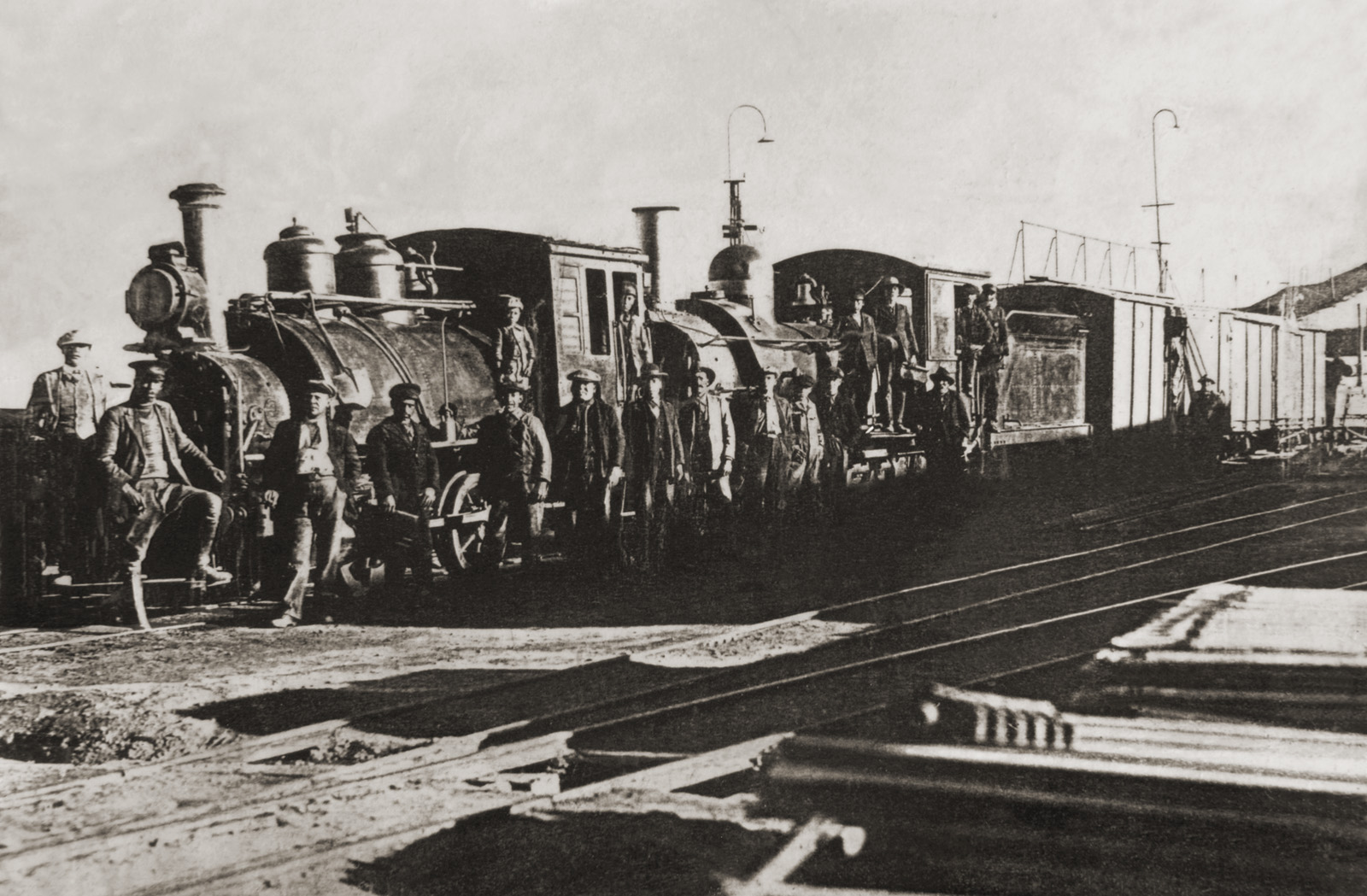
Lokomotive von Baldwin and Rodgers in Pulacayo, um. 1905

Die erste Eisenbahn in Bolivien war daher eine Werksbahn, die ab 1853 in einem Bergwerk in Karwayqullu in der Provinz Antonio Quijarro in Inselbetrieb fuhr.
Die britisch-chilenische Compañía de Salitres und die Ferrocarril de Antofagasta eröffneten im Dezember 1873 eine erste 36 km lange Strecke von Antofagasta nach Salar El Carmen, die anschließend bis Salinas verlängert wurde, aber nicht für den öffentlichen Verkehr konzessioniert war. Als die Antofagasta Salt and Railroad Company auch Güter für Dritte zu befördern begann, führte das zu Spannungen mit der bolivianischen Regierung, da die befürchtete, dass diese Bahn eine Konkurrenz zu den von ihr geplanten Projekten darstellte.
1879 brach der Salpeterkrieg aus, woraufhin Chile die Region um Antofagasta besetzte, die auch nach dem Waffenstillstand von 1884 (Vertrag von Valparaíso) bei Chile verblieb.
1885 unterzeichneten die bolivianische Huanchaca-Gesellschaft und die chilenische Salitres y Ferrocarril de Antofagasta einen Vertrag über den Ausbau der Bahn bis zu den Bergwerken der Gesellschaft. Gemäß dieser Vereinbarung lieferte die Salitres y Ferrocarril de Antofagasta Ausrüstung und Maschinen, während die Huanchaca 2,6 Millionen Pesos bereitstellte. Für den Betrieb sollte eine unabhängige Gesellschaft gegründet werden, die Huanchaca Vorzugstarife erhalten. Widerstand gegen die Bahn kam aus Bolivien, wo befürchtet wurde, die Bahn diene eher dem chilenischen Militär, als dass dahinter wirtschaftliche Interessen stünden. Gleichwohl genehmigte Bolivien mit Gesetz vom 19. Juli 1887 den Bau der Strecke bis Oruro. Als der Streckenvortrieb 1887 die Grenze erreichte, konnten sich die Unternehmen jedoch nicht einigen. Um in dieser Situation weiter zu kommen, kaufte die Huanchaca-Gesellschaft mit Hilfe eines Kredits die Eisenbahn von den britischen Investoren der Salitres y Ferrocarril de Antofagasta. Auf dieser Grundlage wurde die Antofagasta (Chili) Bolivia Railway Co. Ltd. am 28. November 1888 in London gegründet. 1889 wurde die Strecke Antofagasta–Uyuni (612 km) fertiggestellt. Sie hatte 2,2 Mio. £ gekostet. Diese Stammstrecke ergänzte die Huanchaca um die Zweigstrecken Pulacayo–Uyuni (36 km) und Pulacayo–Huanchaca (12 km). Letztere erforderte einen Tunnel von fast 3 km Länge. 1892 wurde die Stammstrecke von Uyuni bis nach Oruro (925 km) verlängert. Die Eisenbahn Antofagasta–Oruro übernahm fast den kompletten bolivianischen Außenhandel, der traditionell über Salta, Argentinien, abgewickelt worden war. Gleichzeitig verbilligte sich der Import von Lebensmitteln erheblich – etwa Mehl und Zucker –, wodurch einheimische, bolivianische Produzenten vom Markt verdrängt wurden.
Für die Bergbauindustrie senkte die Eisenbahn die Betriebskosten (vor allem für Kohle) und steigerte den Export, da nun auch Erz mit geringerem Silbergehalt wettbewerbsfähig wurde. Für die Huanchaca ermöglichte der Anschluss ihrer Bergwerke an die Bahn eine durchschnittliche Steigerung der Produktion im Zeitraum von 1882 bis 1895 um 87 %.

### Ausbau

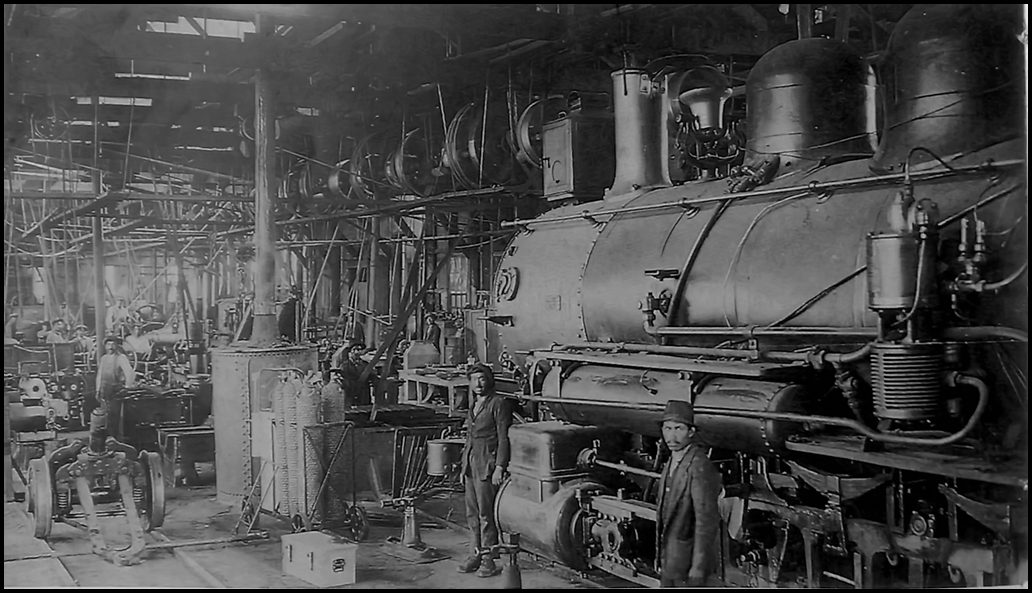
Hauptwerkstatt der FCAB in Uyuni, 1925

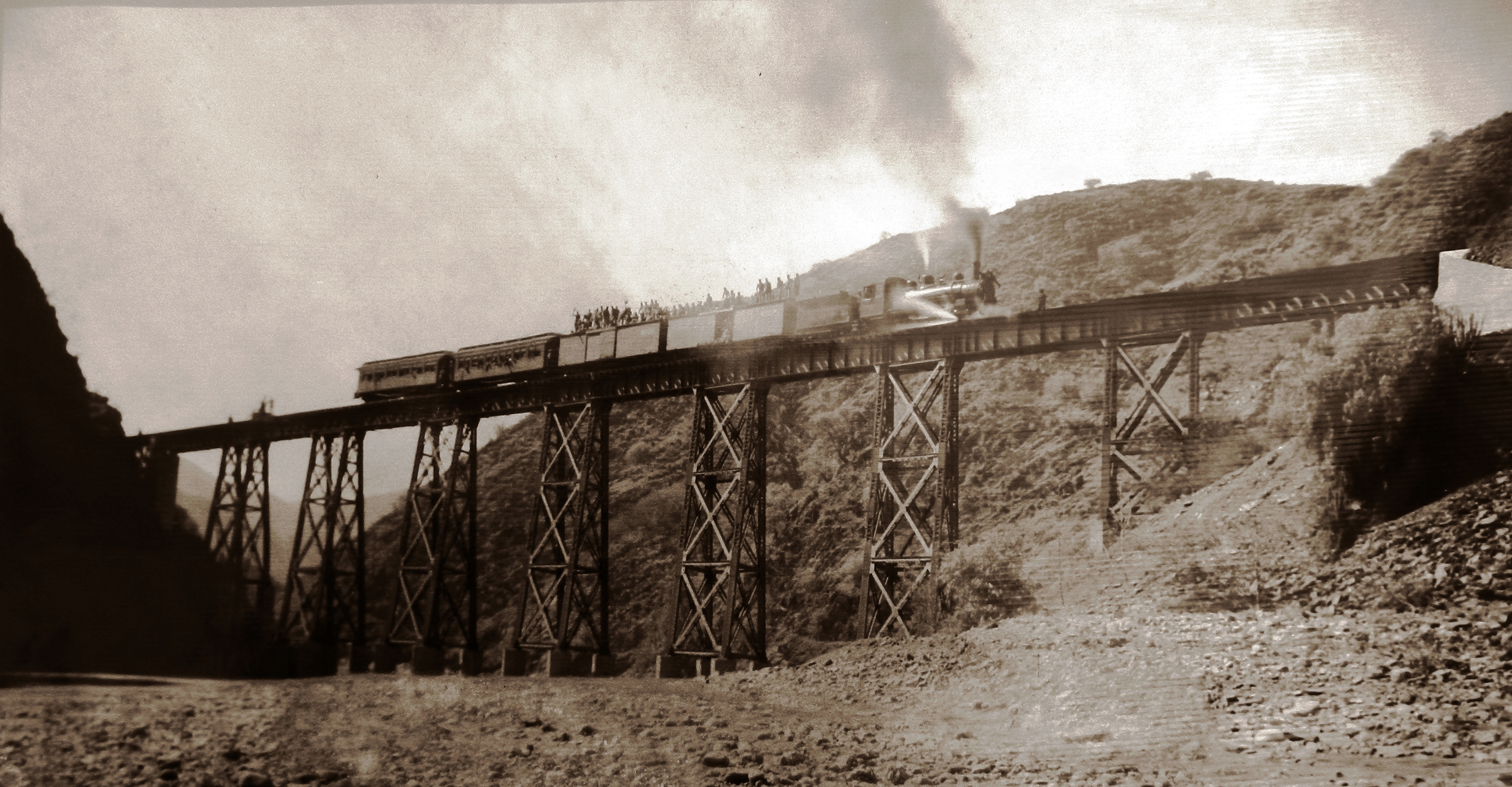
Zug zwischen Sucre und Potosí, 1931

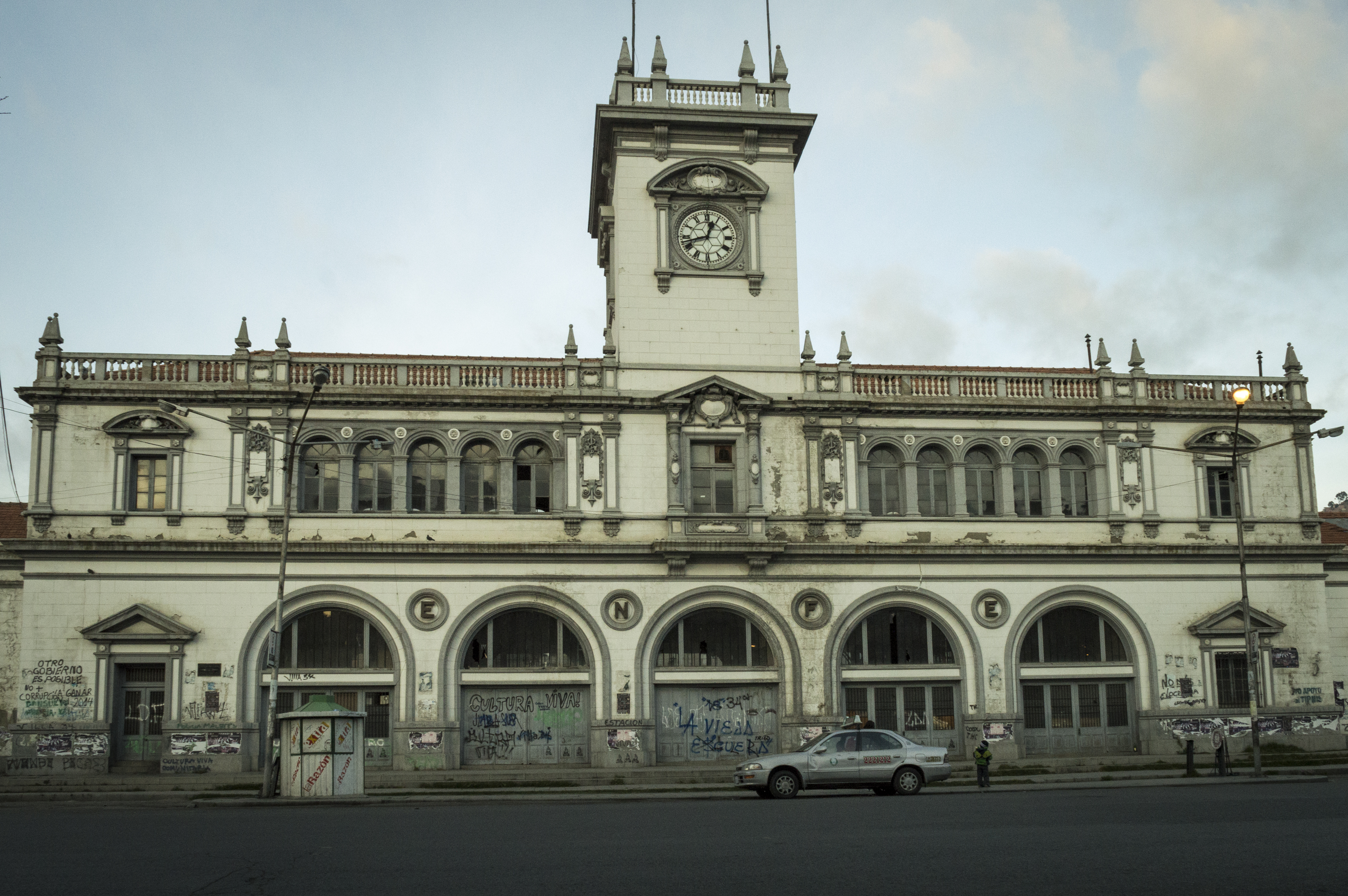
Ehemaliger Hauptbahnhof von La Paz, Straßenseite

Knapp die Hälfte des heutigen bolivianischen Eisenbahnnetzes wurde im ersten Viertel des zwanzigsten Jahrhunderts gebaut. Eisenbahnen wurden von der Politik als Instrument wahrgenommen, mit dem große Gebiete erschlossen werden konnten und die den landesweiten Zusammenhalt sicherten. Um den Prozess des Eisenbahnausbaus zu regeln, erging am 3. Oktober 1910 ein Allgemeines Eisenbahngesetz.
Der politisch und wirtschaftlich notwendige Eisenbahnbau verursachte zwischen 1900 und 1930 40 % der bolivianischen Auslandsschulden in Höhe von 72 Mio. $. Gläubiger waren vor allem britische, US-amerikanische und französische Anleger. Auch Geld aus Entschädigungszahlungen nach dem Salpeterkrieg (Friedensvertrag von 1904 zwischen Chile und Bolivien) und der Abtretung von Acre (Vertrag von Petrópolis) an Brasilien flossen in den Eisenbahnbau. Ersterer enthielt auch die chilenische Verpflichtung zum Bau der Bahnstrecke Arica–La Paz, die 1913 fertiggestellt wurde und das politische und wirtschaftliche Zentrum Boliviens mit dem nun chilenischen Arica verband, das seit der Kolonialzeit ein natürlicher Pazifik-Hafen für das nördliche Bolivien war. Auch private Unternehmen investierten in den Eisenbahnbau. 1925 waren mehr als 50 % der in Betrieb befindlichen Strecken mit britischem Kapital gebaut worden.
Am Beginn des 20. Jahrhunderts war der Eisenbahnbau vor allem auf den Export der Bergbauprodukte gerichtet. Zwei zusätzliche Zugänge zum Pazifik entstanden: die 1905 fertiggestellte Bahnstrecke Guaqui–La Paz (98 km) zum Titicacasee, über den eine Fähre die Anbindung an die Peruanische Südbahn herstellte und die Strecke nach Arica (233 km). Darüber hinaus wurde von der Bolivia Railway Oruro 1908 mit Viacha (202 km) verbunden. Die Strecke erreichte La Paz 1917. Weiter wurden von derselben Gesellschaft zwei Zweigstrecken gebaut, die bedeutend für die Bergbauregionen waren, nach Potosí (174 km) 1912 und von Uyuni nach Atocha (90 km) 1913. Diese wurde ab 1915 nach Villazón an der argentinischen Grenze verlängert (206 km), 1925 fertiggestellt und schloss an das argentinische Netz an. Die Strecke ermöglichte den Viehexport von Tarija nach Argentinien.
Ab etwa 1915 wurde der Bahnbau aufgrund von Druck aus den Regionen mehr auf die Integration der Binnenmärkte fokussiert. Zunächst begann 1915 der Bau einer Strecke von La Paz in Richtung des Departamento Beni. Das Projekt wurde nie vollendet, blieb nach etwa 80 km stecken und wurde in den 1950er Jahren wegen fehlender Finanzierung aufgegeben. 1916 begann der Bau einer Bahn von Potosí nach Sucre, die 1935 fertig gestellt wurde. Eine weitere Strecke wurde von Oruro nach Cochabamba (205 km) verlegt und 1928 begann der Bau der Bahn von Cochabamba nach Santa Cruz, der aber in Aiquile stecken blieb und den anvisierten Endpunkt nie erreichte. Die Verbindung Oruro–Cochabamba hatte große Bedeutung im Personen- und Güterverkehr. Durch die Senkung der Transportkosten ermöglichte die Eisenbahn in den 1920er Jahren eine Erholung der regionalen Märkte, die mit dem aufkommenden Eisenbahnverkehr im späten neunzehnten und frühen zwanzigsten Jahrhundert durch billige Importe geschädigt worden waren.
Nach dem Bau der Eisenbahnen stieg der Export über den Hafen Antofagasta zwischen 1888 und 1904 um 70 %, über den Titicacasee von Guaqui zum Hafen von Mollendo um 30 % und über den Hafen von Arica verdoppelte er sich zwischen 1914 und 1917.

### Stagnation
Zwischen 1925 und 1955 stieg sowohl die Zahl der Fahrgäste als auch die Menge der beförderten Güter – mit Ausnahme des Jahres 1930 – stetig an. Die Bergbaukrise, Teil der Weltwirtschaftskrise (ab 1929), wirkte sich hier negativ auf die bolivianischen Eisenbahnen aus. Die Einnahmen der Ferrocarril de Antofagasta a Bolivia (FCAB) (ehemals: Antofagasta (Chili) Bolivia Railway Co. Ltd.), sanken von 1930 auf 1931 um 30 %. Mit dem Ausbruch des Chacokriegs 1932 kam es jedoch wieder zu einem Anstieg des Güterverkehrs und den Einnahmen durch den Transport von Truppen, Munition und Nachschub für die Armee. 1955 überschritt die Zahl der Reisenden erstmals die Marke von zwei Millionen. Dies war allerdings auch der Höhepunkt, der nie wieder erreicht wurde.
Das 1930 betriebene Schienennetz umfasste 2233 km. 58 % (1294 km) befanden sich in den Händen ausländischer Unternehmen, 6 % (144 km) gehörten bolivianischen Bergbauunternehmen und 36 % (795 km) befanden sich in staatlichem Eigentum. Davon war jedoch ein Teil an ausländische Unternehmen zum Betrieb verpachtet. Mehr als acht Unternehmen betrieben so die Eisenbahnen in Bolivien. Diese Vielfalt an Betreibern war der Standardisierung des rollenden Materials abträglich und erschwerte die politische Koordinierung.

## Ostbahn

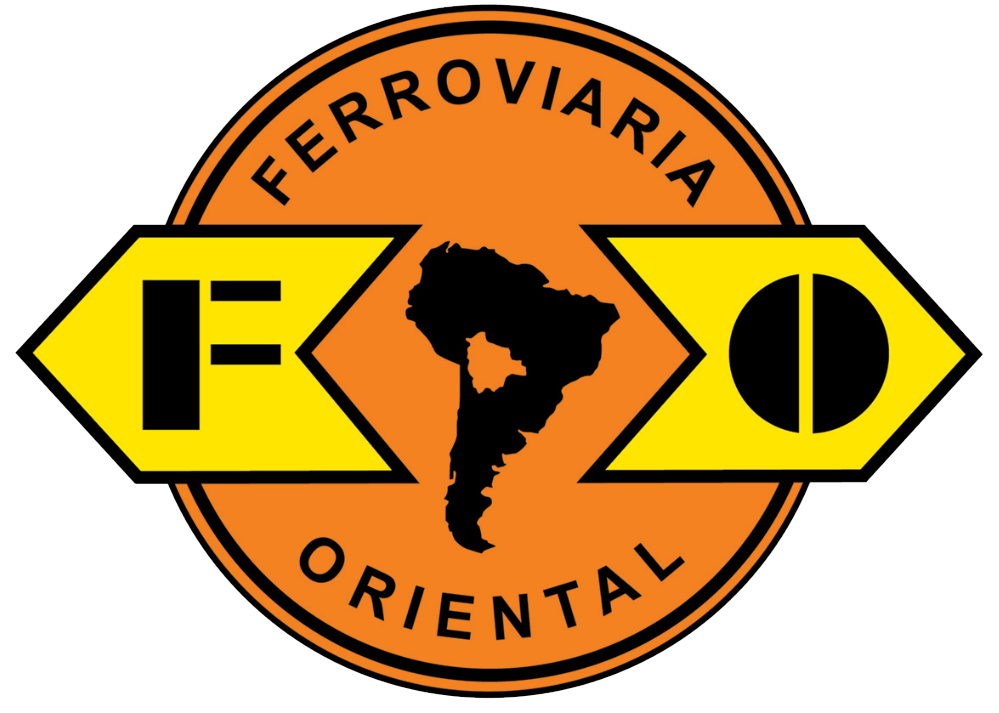
Logo der Ostbahn

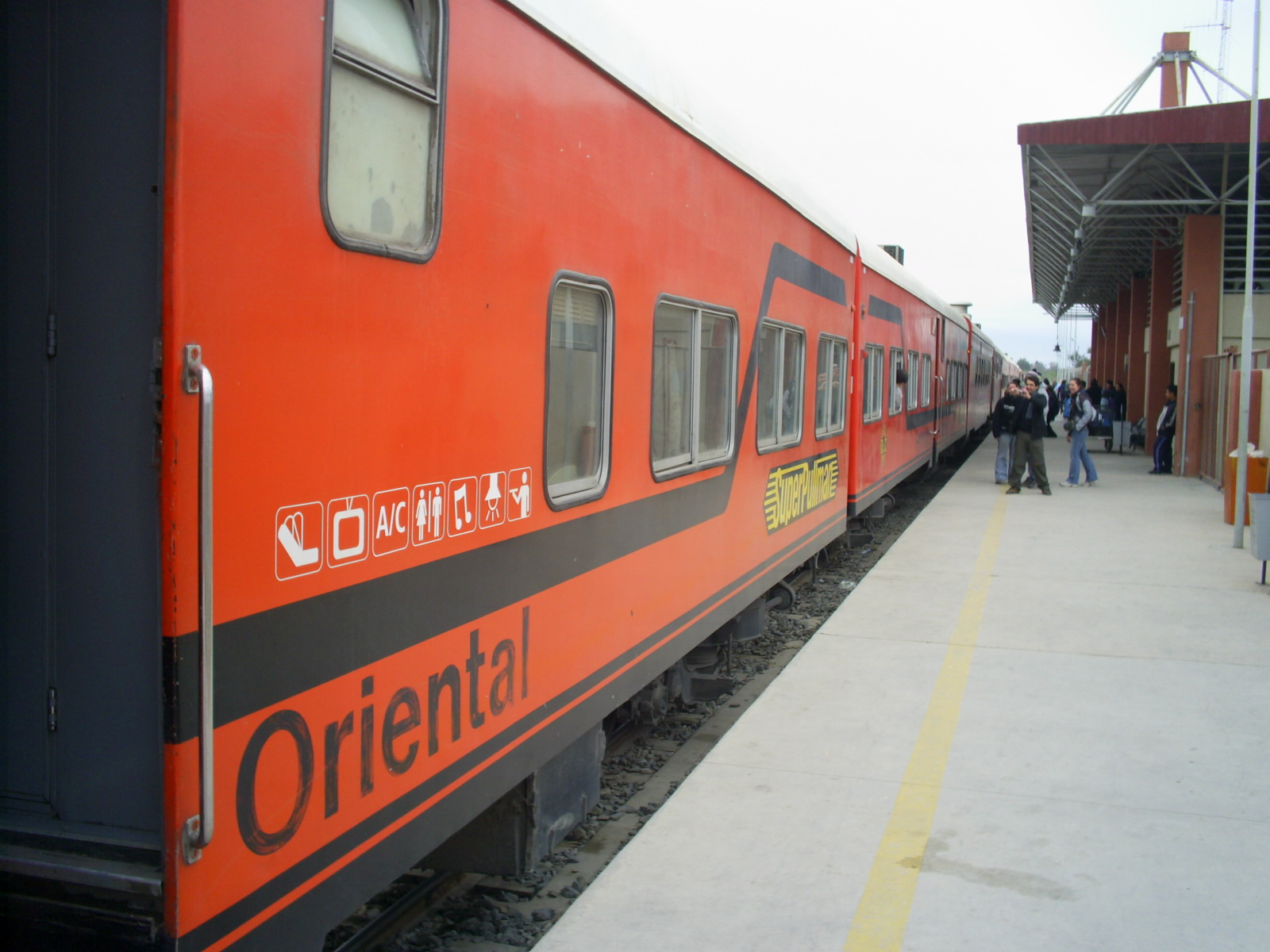
Personenzug der Ostbahn

### Verkehrsgeografie
Der Bau des östlichen Netzes diente der Erschließung der Region Santa Cruz und ihrer Anbindung an Atlantikhäfen über die Bahnstrecke Santa-Cruz–Salta. Bis zur argentinisch-bolivianischen Grenze bei Yacuiba liegen davon 517 km auf bolivianischen Gebiet. Die zweite Strecke des östlichen Netzes ist die Bahnstrecke Santa Cruz–Corumbá (600 km) zur brasilianischen Grenze.

### Geschichte
Für das Netz erhielt schon vor dem Ersten Weltkrieg ein Sindicato de fomento del Oriente de Bolivia eine Konzession, die aber nur zu Studien, nicht zum Bahnbau führte. 1938 wurde die Gemeinsame Argentinisch-Bolivianische Eisenbahnkommission gegründet, um sich erneut mit dem Bau einer Strecke von Santa Cruz de la Sierra nach Argentinien zu befassen. Die von der bolivianischen Regierung finanzierte Machbarkeitsstudie wurde 1943 abgeschlossen. Argentinien finanzierte den Bau der Strecken und die Fahrzeuge. Die Regierung von Bolivien bezahlte Argentinien diesen Kredit durch die Lieferung von Erdöl ab. Eingeweiht wurde die Strecke am 19. Dezember 1957. Außerdem wurde im Rahmen dieses Abkommens die Strecke von Sucre nach Tarabuco 1947 fertiggestellt.
Die Strecke nach Brasilien, Santa Cruz–Corumbá, wurde zum Teil mit 1 Mio. £ finanziert, die Brasilien als Entschädigung zahlte, weil eine aufgrund des Vertrags von Petropolis zugesagte Strecke nicht fertiggestellt worden war. Darüber hinaus zahlte Brasilien 1938 an Bolivien für den Bau Vorschüsse. Auch in diesem Fall wurde der Kredit durch die Lieferung bolivianischen Erdöls abbezahlt. Die erste brasilianische Lokomotive traf im November 1953 in Santa Cruz ein und die Eisenbahn wurde am 5. Januar 1955 eingeweiht. Kleinere Arbeiten zogen sich bis 1970 hin.
1967 schlug die Gemeinsame Argentinisch-Bolivianische Kommission vor, die Strecke von Santa Cruz nach Norden bis zu einem schiffbaren Hafen im Flusssystem des Amazonas zu verlängern. Ziel war Yapacaní. Am 1. Oktober 1970 wurde die Strecke bis Santa Rosa del Sara eingeweiht. Der Abschnitt nach Yapacaní folgte nach 1972.

## Verstaatlichung

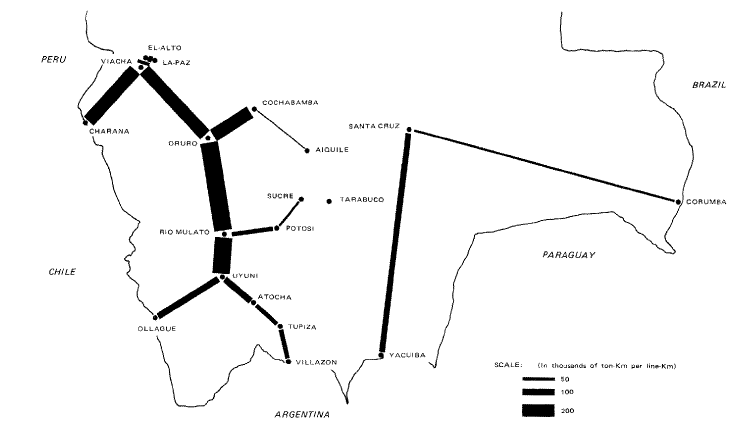
Verkehrsaufkommen 1969

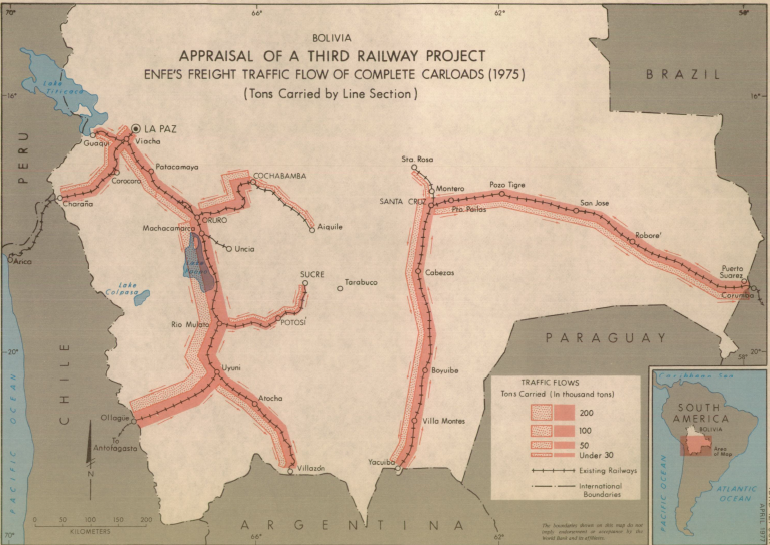
Karte des Verkehrsaufkommens im bolivianischen Eisenbahnnetz 1975

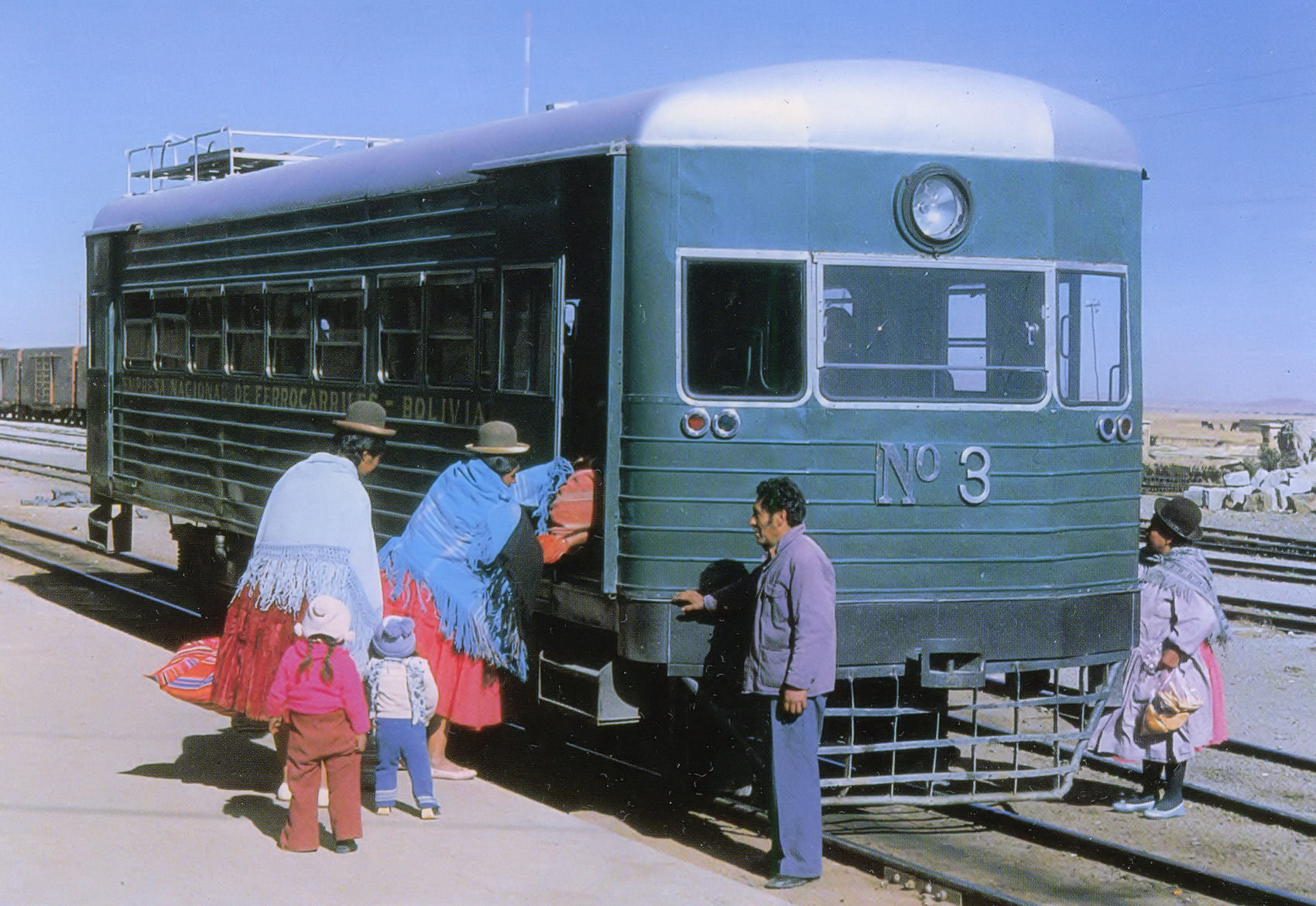
Schienenbus der ENFE in Viacha 1981

In der zweiten Hälfte der 1950er Jahre setzte eine rasche Verschlechterung der wirtschaftlichen Lage der Bahn ein. Sie befand sich in einem sehr schlechten Zustand, nachdem sie zwischen 1952 und 1964 einen Großteil des Transports von Brennstoffen durch den Bau von Ölpipelines, den Transport von Zucker und Reis durch zunehmenden LKW-Verkehr und die Beförderung von Reisenden an den Busverkehr verloren hatte. Die FCAB sah das Problem in einem Personalüberhang, die Regierung wollte Entlassungen aber verhindern. Deshalb übernahm sie 1959 die Verwaltung der Eisenbahngesellschaft. Da der Betrieb zusammenzubrechen drohte, gab die Regierung 1962 die Verwaltung der Bahn an die FCAB zurück. Es folgte eine „echte“ Verstaatlichung der FCAB, die sich fast zwei Jahre von 1962 bis 1964 hinzog. Die Verhandlungen über die Entschädigung dauerten bis Dezember 1967, als sich Staat und Alteigentümer auf eine Entschädigung von 2,5 Mio. £ einigten.
Aus der Verstaatlichung entstand 1964 die nationale staatliche Eisenbahngesellschaft Empresa Nacional de Ferrocarriles del Estado (ENFE). Sie übernahm die FCAB und die Bolivia Railway Company (1199 km), die Bahnstrecke Santa Cruz–Corumbá sowie die bereits vorhandenen Staatsbahnstrecken (992 km). 1967 übertrug die Regierung auch die Bahnstrecke Santa Cruz–Yacuiba an die ENFE.
Zu Beginn der siebziger Jahre sah sich die ENFE mit einer Reihe von Problemen konfrontiert: geringe Verkehrsdichte; alte und schlecht gewartete Ausrüstung, Mangel an erfahrenen Führungskräften und ein niedriges Niveau der Ausbildung, Personalüberschuss, eine politisch vorgegebene Tarifstruktur. So befand sich die ENFE in einer prekären wirtschaftlichen Lage und war auf staatliche Zuschüsse angewiesen. Um die Situation zu verbessern und die Ausrüstung zu modernisieren (z. B. von Dampflokomotiven auf Diesellokomotiven umzustellen), erhielt ENFE in den 1960er und 1980er Jahren Kredite von der Weltbank und der Japanischen Entwicklungszusammenarbeit sowie technische Hilfe vom Entwicklungsprogramm der Vereinten Nationen (UNDP).
Das Aufkommen im Güterverkehr der ENFE schwankte je nach der Entwicklung der bolivianischen Wirtschaft, stieg jedoch im langfristigen Trend an und erreichte 1995 fast 1,3 Mio. Tonnen. Besonders stark stieg das Aufkommen im Netz der Ostbahn. Während die ENFE 1965 dort gerade einmal 9,9 % ihres Frachtvolumens erbrachte, erreichte dieser Anteil 1995 50 % und lag 2015 bei 61,4 %. Dagegen ging die Zahl der von ENFE beförderten Fahrgäste drastisch zurück. Während sie 1965 noch 1,6 Mio. Reisende beförderte, waren es 2000 nur noch 650.000. Ähnlich wie beim Güterverkehr änderte sich auch das relative Verhältnis der Reisendenzahlen zwischen West- und Ostnetz zugunsten des letzteren. 1995 entfielen 45 % der verkauften Fahrkarten auf die Ostbahn.
Im Jahr 1980 hatte das Gesamtnetz eine Länge von 3628 Kilometern, von denen ungefähr 3000 km in Betrieb waren.

## Reprivatisierung
Die Reprivatisierung der Eisenbahnen folgte 1995 aus den neoliberalen Reformen der Regierung Gonzalo Sánchez de Lozada und geschah in der Überzeugung, dass Privatunternehmen die Bahn besser betreiben würden als der Staat. Die Reprivatisierung erfolgte in der Form, dass der Staat das Eigentum an der Eisenbahninfrastruktur behielt und für deren Nutzung Gebühren erhob. Die übrigen Vermögenswerte, wie Fahrzeuge, Werkstätten, Wartungs- und Kommunikationseinrichtungen, Ersatzteile, Materialien, Geräte und anderes wurden verkauft. Aus der ENFE wurden zwei Unternehmen gegründet, eines für das Westnetz (Empresa Ferroviaria Andina S. A. – FCA) mit 2276 km Strecke und eines für die Ostbahn (Ferroviaria Oriental S.A. (FOSA)).
Am Unternehmen der Ostbahn mit 1426 km Strecke war das US-Unternehmen Genesee and Wyoming beteiligt. Am 29. September 2009 verkaufte Genesee & Wyoming seine Beteiligung für 3,9 Millionen US-Dollar. Zum Stichtag 30. Juni 2021 hatte die Ferroviaria Oriental drei Hauptanteilseigner: Die Trenes Continentales S.A. mit 50 % der Anteile sowie die Pensionsfonds BBVA Previsión AFP S.A. und Futuro de Bolivia S.A. mit je 24,96 %.
Die privaten Unternehmen erfüllten ihre Investitionsverpflichtungen. Die Durchschnittsgeschwindigkeit der Züge stieg, es gab weniger Eisenbahnunfälle und die Kosten für den Güterverkehr sanken. Ein vorher bestehender Zuschussbedarf für die Bahnen in Höhe von jährlich etwa 10 Mio. $ wandelte sich in Einnahmen durch Steuern und Gebühren in Höhe von etwa 2,5 Mio. $.
Der Preis dafür war, dass die Tarife im Personenverkehr stiegen, die zum Teil zuvor subventioniert worden waren. Weiter wurden Strecken in erheblichem Umfang aufgegeben. Von den 1997 noch betriebenen 3692 km Strecke waren 2011 noch 1954 km verblieben. Das Netz schrumpfte also um 47,1 %. Die Hauptstadt La Paz ist seitdem ohne Bahnanschluss.

## Gegenwart und Zukunft
Bolivien ist das einzige Land in Südamerika, in dem Güterbahnen auch Personenfernverkehr anbieten. Die Personenbeförderung auf der Schiene ist in den Regionen ohne feste Straßen nach wie vor von Bedeutung. Im Westnetz wird Personenverkehr zwischen Oruro, Uyuni, Tupiza und Villazón angeboten. Die Verbindungen zwischen Cochabamba und Aiquile sowie zwischen Potosí und Sucre wurden dagegen Anfang der 2000er geschlossen. Auch die internationale Verbindung Uyuni–Avaroa nach Chile wird befahren. In diesen Verbindungen werden jährlich mehr als 200.000 Fahrgäste befördert. Der Personenverkehr der Ostbahn ist bedeutender, vor allem zwischen Santa Cruz und der Grenze zu Brasilien, eine Verbindung auf der jährlich 500.000 Fahrgäste befördert werden. Insgesamt nutzen rund 800.000 Fahrgäste pro Jahr die Bahnen.
Letzter Neubau einer Strecke war ein 2008 in Betrieb genommenes, 65 km langes Anschlussgleis der Minera San Cristóbal an die Bahnstrecke nach Antofagasta. Der Anschlusspunkt liegt beim Bahnhof Río Grande. Hier werden täglich etwa 1300 Tonnen Zink-Silber-Konzentrat und 300 Tonnen Blei-Silber-Konzentrat abgefahren. Das macht etwa die Hälfte des Transportvolumens der Strecke aus.
Ein Zukunftsprojekt ist die Südamerikanische Transkontinentalbahn, die Brasilien, Bolivien und Peru verbinden und im Pazifik-Hafen von Ilo enden soll.

## Wissenswert

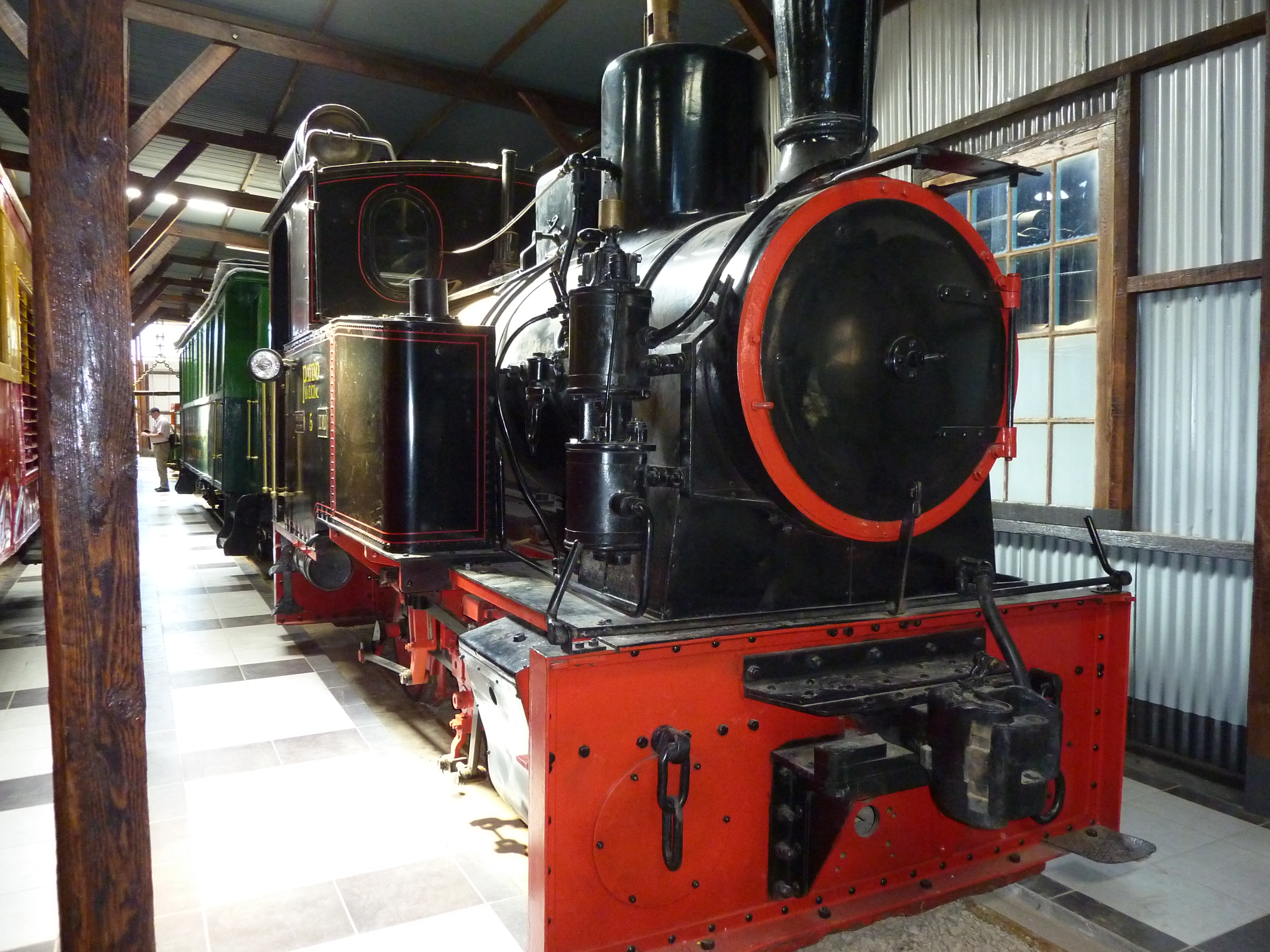
Museo Ferroviario Machacamarca

- Das Eisenbahnmuseum Const. Museo Ferroviario Machacamarca ist aus einer Privatsammlung hervorgegangen und befindet sich in Machacamarca im Departamento Oruro.
- Der Eisenbahnfriedhof Uyuni am Rand der Ebene von Salar de Uyuni südwestlich der Stadt Uyuni, wenige Kilometer vom Stadtzentrum entfernt, gilt als einer der größten der Welt.